# Ana Lucia Villela
Ana Lucia de Mattos Barretto Villela (São Paulo, 25 de outubro de 1973) é uma pedagoga e ativista social. É membro do conselho de administração do Itaú, em razão de herança de seu bisavô, Alfredo Egídio de Sousa Aranha. É também cofundadora e presidente do 'Instituto Alana'.

## Biografia
Graduada em Pedagogia e mestre em Psicologia da Educação pela Pontifícia Universidade Católica de São Paulo (PUC-SP) é cofundadora e presidente do Alana, uma organização que nasceu em 1994 de um trabalho comunitário no Jardim Pantanal, extremo leste da cidade de São Paulo.  
Atualmente o Alana é uma organização de impacto social que promove o direito e o desenvolvimento integral da criança e fomenta melhores formas de viver. Atua em três frentes: Instituto Alana, AlanaLab, Alana Foundation.
O Instituto Alana, criado formalmente por Ana Lucia Villela em 2002, é uma organização da sociedade civil, sem fins lucrativos. Aposta em programas que buscam a garantia de condições para a vivência plena da infância e atualmente conta com programas como o Criança e Consumo, Criativos da Escola, Prioridade Absoluta, Espaço Alana, Criança e Natureza e com as plataformas Videocamp e Lunetas.
Desde 2014, Ana Lucia e Marcos Nisti são sócios do AlanaLab, núcleo de negócios do Alana, que busca transformação social por meio do investimento em empresas e iniciativas de comunicação de impacto. O núcleo participa da produtora audiovisual Maria Farinha Filmes, da distribuidora cultural Flow e da produtora de realidade estendida Junglebee.
Pela Maria Farinha Filmes, Ana Lucia é responsável pelo argumento dos filmes ‘O Começo da Vida’ (2016)  e ‘O Começo da Vida - Lá Fora' (2020) e participou da realização dos filmes ‘Criança, A Alma do Negócio’ (2008) e ‘Muito Além do Peso’ (2012). A produtora, primeira da América Latina a receber o selo internacional B Corp, produziu também os documentários Tarja Branca (2014), 'Território do Brincar'(2015) , Nunca Me Sonharam (2017) e a série de ficção ‘Aruanas’ (2019), em parceria com a Rede Globo.
Em 2012, co-fundou a Alana Foundation com Marcos Nisti (Seu marido), sediada nos Estados Unidos, que investe em pesquisas nas áreas de saúde, educação inclusiva e meio ambiente. Em 2019, fundaram o Alana Down Syndrome Center com a doação de US$ 28,6 milhões ao Instituto de Tecnologia de Massachusetts (MIT) para o desenvolvimento de novas pesquisas sobre síndrome de Down.
Acionista e vice-presidente do Conselho da Itausa, Ana Lucia faz parte do Conselho de Administração do Itaú, da Diretoria do Itaú Cultural (fev/2017 – atual), do Grupo Orientador do Itaú Social (fev/2017 – atual) e dos Comitês de Pessoas, Nomeação e Diversidade do Itaú.
Foi a primeira mulher latino-americana a entrar para o Conselho do XPrize Innovation Board (ago/18 – atual). Além disso, é/foi conselheira de outras organizações, como Conectas Direitos Humanos (2003 – jan/2018), Instituto Akatu (jun/2013 – dez/2017), Instituto Brincante (2001 – atual), Campaign for a Commercial Free Childhood (dez/2015 – dez/2017), além de ser Ashoka Fellow desde 2010.
Em 2007 recebeu prêmio do PNB (Pensamento Nacional das Bases Empresariais), na categoria “A Educadora que Queremos”.  
Já foi convidada a dar palestras na ONU, Harvard University, MIT, The Impact, Nexus Global, GIFE, Family Offices, entre outros. E em 2018, participou do evento que trouxe a Malala para o Brasil.

## Ligações Externas
- Instituto Alana
- Maria Farinha Filmes
- Junglebee
- Flow
- O Começo da Vida
- Criança e Consumo
- Criativos da Escola
- Prioridade Absoluta
- Videocamp
- Criança e Natureza
- Alana Down Syndrome Center
- GIFE
- Conectas Direitos Humanos
- B Corporation
- Akatu
- XPrize
- Campaign for a Commercial Free Childhood
- The Impact
- Nexus Global
- Instituto Brincante
- Itaú Cultural
- Itaú Social